# Teofil Rutka

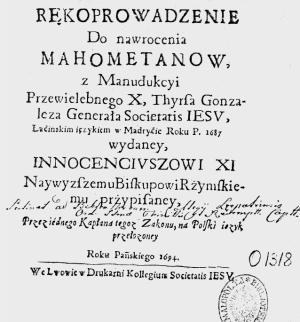
Karta tytułowa dzieła Rutki Rękoprowadzenie do Nawrocenia Mahometanow, 1654

Teofil Rutka SJ, także Bogumił (ur. 27 grudnia 1622 w województwie kijowskim, zm. 18 maja 1700 we Lwowie) – polski jezuita. Filozof, retor, polemista, tłumacz i misjonarz. Pisarz religijny, autor prac na temat Ojców Kościoła oraz problemu filioque różniącego Kościół rzymskokatolicki i cerkiew prawosławną. 

## Życiorys
Do Towarzystwa Jezusowego wstąpił 13 sierpnia 1643 w Krakowie. Święcenia kapłańskie otrzymał w 1652 w Poznaniu. W latach 1653–1654 był profesorem retoryki w Gdańsku, w 1655 w Kaliszu, w latach 1656–1657 w Głogowie. W latach 1657–1658 był misjonarzem dworskim, prawdopodobnie u Krzysztofa Żegockiego. Następnie ponownie został profesorem retoryki: w latach 1658–1659 w Kaliszu i w latach 1659–1560 w Lublinie.
W 1661 jako misjonarz uczestniczył w poselstwie Władysława Szmelinga do Chanatu Krymskiego. W latach 1661–1663 był profesorem filozofii w Lublinie. W 1663–1664 był penitencjarzem w sanktuarium w Loreto. Po powrocie do Polski został profesorem filozofii w Poznaniu w latach 1664–1666 i teologii polemicznej w Kaliszu w latach 1666–1667. Następnie pełnił funkcję prefekta różnych szkół, w których był też profesorem teologii moralnej: w Poznaniu 1667–1668, w Rawie 1668–1669, w Sandomierzu 1669–1670, w Lublinie 1670–1671, we Lwowie 1671–1672 i w Łucku 1672. 
W latach 1672–73 był misjonarzem w Konstantynopolu. W latach 1673–75 profesorem teologii moralnej w Kaliszu. Następnie został instruktorem III probacji – funkcję tę sprawował w Jarosławiu w latach 1675–1676. Ostatnie lata życia, 1676–1700, spędził jako misjonarz dworski wojewody ruskiego Stanisława Jana Jabłonowskiego.

## Działalność
Teofil Rutka pisał po łacinie, ale dzieła swoje publikował także w przekładach na język polski. Zasłynął przede wszystkim jako retor. Pozostawił po sobie ceniony i popularny (wiele odpisów) podręcznik retoryki Rhetor polonus. Poza tym był bardzo płodnym pisarzem – jest autorem wielu prac polemicznych, ascetycznych i dotyczących patrystyki. Wiele książek i broszur poświęcił sprawom Kościoła wschodniego, np. różniącego prawosławie i katolicyzm problemu filioque. Działał też na rzecz nawrócenia muzułmanów. Wydawał także pisma, w których mobilizował władców chrześcijańskich do założenia ligi antytureckiej.

## Twórczość

### Ważniejsze utwory
- Zgoda święta cerkwie... prawosławnej z kościołem katolickim, Lwów 1678
- Gladius contra Turkas, Lwów (Christianopol) 1679, wyd. następne: Zamość 1680; brak miejsca wydania 1696 (wraz z tekstem polskim); przekł. polski (poszerzony) pt. Miecz przeciw Turkom, Leszno 1684, wyd. następne: brak miejsca wydania 1696 (wraz z tekstem łacińskim)
- Goliat swoim mieczem porażony, Lublin 1689; fragmenty przedr. M. Wiszniewski Historia literatury polskiej, t. 8, Kraków 1851, s. 381, (przeciwko dziełu J. Galatowskiego Stary kościół zachodni nowemu kościołowi rzymskiemu, Nowogródek Siewierski 1678)
- Kamień przeciwko kamieniowi, to jest refutacja kamienia, Lublin 1690, (przeciwko pismu P. Mohiły Lithos abo kamień, Kijów 1644)
- Poseł do Cerkwi wschodniej, S. Aureliusz Augustyn, Biskup hippoński, Doktor 7 Kościoła Chrystusowego, z Duchem Św. od Syna pochodzącym, dla przyjęcia jego w Cerkwi wschodniej wprowadzony przez [...], brak miejsca wydania 1692
- Cyryllus Patryarcha Aleksandryjski, Najwyższego Biskupa Rzymskiego Celestyna Namiestnik, tenże Ducha Św. od Syna pochodzącego, z nieba dany obrońca, i nieprzyjaciół z Duchem Św. synowym dawno wojujących jeszcze dawniejszy zwycięzca. Z różnych swoich ksiąg jako z grobu na świat wyprowadzony przez..., Lublin 1697

### Przekłady
- M. Cichowski Trybunał świętych ojców greckich, Lwów 1692, wyd. następne: Lwów 1698, (przekł. z łaciny, skrócony)
- M. Nau Wiara chrześcijańska przeciwko Alkoranowi przez Alkoran spokojnie obrobiona i utwierdzona, Poznań 1692, drukarnia Kolegium T. J., (przekł. z łaciny)
- Gonzales de Santalla Thyrs (Tirso) Rękoprowadzenie do nawrócenia mahomedanow, Lwów 1694, drukarnia Kolegium T. J., (przekł. z łaciny)
- F. Guadagnolo Alkoran na wywrócenie wiary chrześcijańskiej od Machometa spisany, brak miejsca wydania 1699, drukarnia Chrystiano-polska; przekł. z łaciny z dod. z innych autorów, np. z B. Geogiewa: Pro fide christiana cum Turca disputationis habitae, Kraków 1548; J. Galatowskiego i innej literatury polemicznej antymuzułmańskiej, (wiadomość o pracach w rękopisach podają: J. Brown "Biblioteka pisarzów asystencji polskiej Tow. Jezusowego", Przegląd Poznański 1862, t. 33 i osob., Poznań 1862 – F. M. S. (Sobieszczański): Rutka (Teofil), Encyklopedia powszechna Orgelbrandta, t. 22 (1866).